# Rodriguezia chimorensis
Rodriguezia chimorensis là một loài thực vật có hoa trong họ Lan. Loài này được Dodson & R.Vásquez miêu tả khoa học đầu tiên năm 1989.